# أرشيبالد أتكينسون
أرشيبالد أتكينسون (بالإنجليزية: Archibald Atkinson)‏ هو محامي وسياسي أمريكي، ولد في 15 سبتمبر 1792 في مقاطعة آيل أوف وايت في الولايات المتحدة، وتوفي في 7 يناير 1872 في الولايات المتحدة. حزبياً، نشط في الحزب الديمقراطي. وقد انتخب عضو مجلس نواب الولايات المتحدة عن ولاية فرجينيا وانتخب عضو مجلس ولاية فرجينيا وانتخب عضو مجلس النواب الأمريكي.